# Invermere
Invermere es un municipio distrital canadiense situado en la provincia de Columbia Británica.

## Superficie
Invermere tiene una superficie de 10,75 km².

## Demografía
En 2021, tenía 3917 habitantes, una densidad poblacional de 364,4 hab./km², y 2238 viviendas.